# 奥布道
奥布道，是匈牙利杰尔-莫雄-肖普朗州所辖的一个村。总面积19.02平方公里，总人口3159，人口密度166.1人/平方公里（2011年1月1日）。